# Alec Anigbata
Alec Anigbata (* 6. Oktober 2004) ist ein deutscher Basketballspieler. 

## Werdegang
Anigbata wurde im Jugendbereich des FC Bayern München ausgebildet. Mit 16 Jahren debütierte er für den FC Bayern II in der dritthöchsten deutschen Spielklasse, der 2. Bundesliga ProB. Gleichzeitig spielte er drei Jahre in der Nachwuchs-Basketball-Bundesliga (NBBL) und erreichte mit der Mannschaft in der Saison 2022/23 das Halbfinale um die deutsche U19-Meisterschaft.
Im Sommer 2023 entschied er sich, ein Angebot des amtierenden deutschen Meisters Ratiopharm Ulm anzunehmen. Seinen ersten Einsatz im Profibereich erhielt Anigbata Mitte Oktober 2023 in einem Spiel des europäischen Wettbewerbs EuroCup. Sein Zwillingsbruder Lenny Anigbata schlug ebenfalls eine Laufbahn im leistungsbezogenen Basketball ein.
Mitte Oktober 2024 traf er mit Ulm in einem Freundschaftsspiel auf die Portland Trail Blazers. Es war dies das erste in den Vereinigten Staaten ausgetragene Duell einer deutschen Mannschaft gegen einen NBA-Vertreter.
Anigbata zog seine vorzeitige Meldung zum NBA-Draftverfahren 2025 im Juni 2025 zurück und wurde damit altersbedingt automatisch für NBA-Mannschaften beim Draftverfahren im Jahr 2026 auswählbar. In der Saison 2024/25 wurde er mit Ulm Zweiter der deutschen Meisterschaft.

### Nationalmannschaft
2024 wurde er mit der deutschen U20-Nationalmannschaft Zwölfter der Europameisterschaft.